# Valentino Gionta
Valentino Gionta (nacido el 14 de enero de 1953 en Torre Annunziata) es un miembro de la Camorra. Estaba muy involucrado en el contrabando de cigarrillos.

## Jefe de Torre Annunziata
Nacido en Torre Annunziata en 1953. En sus comienzos fue pescador pero se incluyó en la Nuova Famiglia a través de Michele Zaza. Entre 1978-84 apoyó a la NF en la guerra contra la NCO tanto así que en 1981 sus hombres llevaron a cabo 2 asesinatos para arrasar contra Cutolo. Pero la NF se dividió entre Bardellino y Gionta-Nuvoletta. 2 ejemplos fueron cuando Bardellino organizó el asesinato del hermano de Lorenzo Nuvoletta el 10 de junio de 1984 y la masacre de Torre Annunziata el 26 de agosto siguiente que mató a 8 e hirió a 7. Estos hechos suponían que debía diezmar a Gionta-Nuvoletta-Corleonesi. Bardellino se había unido con Alfieri-Galasso para llevar a cabo estos hechos.

## Procesos
Gionta fue detenido el 8 de junio de 1985, en una villa de Lorenzo Nuvoletta en Marano di Napoli, está afirmación la hace el periodista Giancarlo Siani, quien sería asesinado 3 meses después.
En abril de 1989, mataron a un tal Annunziato del también rival Limelli y en junio sobrevivió a un operativo, pero en diciembre quedó en libertad hasta febrero de 1991 que fue arrestado por última vez. Fue acusado de asociación camorrista, narcotráfico y asesinato. Todavía está purgando cadena perpetua y desde 2007 fue puesto al régimen 41-bis.

## Familia
Tuvo 2 hijos: Aldo y Valentino Jr. que fueron arrestados —el primero en agosto de 2014 y el segundo en noviembre del mismo año—.
El 4 de noviembre de 2008, se llevó a cabo una operación en Torre Annunziata con 88 arrestos, entre ellas 10 mujeres, incluida su esposa.